# Liam Tancock
Liam Tancock (Exeter, Engeland, 7 mei 1985) is een Brits voormalig zwemmer. Hij vertegenwoordigde zijn vaderland op de Olympische Zomerspelen 2008 in Peking en op de Olympische Zomerspelen 2012 in Londen. Op de langebaan was Tancock houder van het wereldrecord op de 50 meter rugslag.

## Carrière
Bij zijn internationale debuut, op de wereldkampioenschappen zwemmen 2005 in Montreal, veroverde Tancock de bronzen medaille op de 50 meter rugslag en strandde hij in de halve finales van de 100 meter rugslag. Op de Europese kampioenschappen kortebaanzwemmen 2005 in Triëst sleepte de Brit de bronzen medaille in de wacht op de 50 meter rugslag en werd hij uitgeschakeld in de halve finales van de 100 meter rugslag. Samen met Mark Foster, Christopher Cozens en Anthony Howard legde hij beslag op de bronzen medaille op de 4x50 meter vrije slag, op de 4x50 meter wisselslag sleepte hij samen met Chris Cook, Matthew Clay en Mark Foster de bronzen medaille in de wacht.
In Melbourne nam Tancock, namens Engeland, deel aan de Gemenebestspelen 2006. Op dit toernooi veroverde hij de gouden medaille op de 100 meter rugslag en de zilveren medaille op de 50 meter rugslag, samen met Chris Cook, Matthew Bowe en Ross Davenport sleepte hij de zilveren medaille in de wacht op de 4x100 meter wisselslag. Op de wereldkampioenschappen kortebaanzwemmen 2006 in Shanghai eindigde de Brit als vijfde op de 100 meter wisselslag en strandde hij in de series van de 50 en de 100 meter rugslag. Tijdens de Europese kampioenschappen zwemmen 2006 in Boedapest eindigde Tancock als vierde op de 100 meter rugslag en als zesde op de 50 meter rugslag, samen met James Gibson, Todd Cooper en Simon Burnett veroverde hij de bronzen medaille op de 4x100 meter wisselslag. Op de Europese kampioenschappen kortebaanzwemmen 2006 in Helsinki eindigde de Brit als vierde op de 50 meter rugslag en werd hij uitgeschakeld in de halve finales van de 100 meter wisselslag en in de series van de 100 meter rugslag. Samen met Christopher Cozens, Benjamin Hockin en Todd Cooper eindigde hij als zesde op de 4x50 meter vrije slag, op de 4x50 meter wisselslag eindigde hij samen met Darren Mew, Matthew Clay en Benjamin Hockin als zesde. 
Tijdens de wereldkampioenschappen zwemmen 2007 in Melbourne veroverde Tancock de bronzen medaille op zowel de 50 als de 100 meter rugslag, samen met James Gibson, Matthew Bowe en Simon Burnett eindigde hij als vijfde op de 4x100 meter wisselslag.
Op de Europese kampioenschappen zwemmen 2008 in Eindhoven strandde Tancock in de halve finales van de 100 meter rugslag. Op de Britse kampioenschappen zwemmen 2008 in Sheffield dwong hij deelname aan de Olympische Zomerspelen af op de 100 meter rugslag, 200 meter wisselslag en de 4x100 meter wisselslag. In Manchester nam Tancock deel aan de wereldkampioenschappen kortebaanzwemmen 2008, op dit toernooi veroverde hij de wereldtitel op de 100 meter rugslag. Op de 50 meter rugslag en de 200 meter wisselslag sleepte hij de zilveren medaille in de wacht en op de 100 meter wisselslag pakte hij het brons. Samen met James Gibson, Michael Rock en Benjamin Hockin eindigde hij als vijfde op de 4x100 meter wisselslag. Tijdens de Olympische Zomerspelen van 2008 in Peking eindigde de Brit als zesde op de 100 meter rugslag en als achtste op de 200 meter wisselslag, op de 4x100 meter wisselslag eindigde hij samen met Chris Cook, Michael Rock en Simon Burnett op de vijfde plaats.

### 2009-heden
Op de wereldkampioenschappen zwemmen 2009 in Rome veroverde Tancock de wereldtitel op de 50 meter rugslag. Hij zwom er een nieuw wereldrecord met een tijd van 24,04 seconden, op de 100 meter rugslag eindigde hij op de vierde plaats. Samen met Adam Brown, Simon Burnett en Ross Davenport eindigde hij als zevende op de 4x100 meter vrije slag, op de 4x100 meter wisselslag werd hij samen met James Gibson, Michael Rock en Simon Burnett gediskwalificeerd in de finale.
In Boedapest nam de Brit deel aan de Europese kampioenschappen zwemmen 2010, op dit toernooi sleepte hij de zilveren medaille in de wacht op de 50 meter rugslag en de bronzen medaille op de 100 meter rugslag. Samen met Kristopher Gilchrist, Antony James en Simon Burnett eindigde hij als vierde op de 4x100 meter wisselslag, op de 4x100 meter vrije slag eindigde hij samen met Simon Burnett, Grant Turner en Ross Davenport op de achtste plaats. Tijdens de Gemenebestspelen 2010 in Delhi legde Tancock beslag op de gouden medaille op zowel de 50 als de 100 meter rugslag. Samen met Simon Burnett, Grant Turner en Adam Brown veroverde hij de zilveren medaille op de 4x100 meter vrije slag, op de 4x100 meter wisselslag sleepte hij samen met Daniel Sliwinski, Antony James en Simon Burnett de bronzen medaille in de wacht.
Op de wereldkampioenschappen zwemmen 2011 prolongeerde de Brit zijn wereldtitel op de 50 meter rugslag, op de 100 meter rugslag eindigde hij op de zesde plaats. Samen met Michael Jamieson, Antony James en Adam Brown eindigde hij als zesde op de 4x100 meter wisselslag, op de 4x100 meter vrije slag eindigde hij samen met Adam Brown, Grant Turner en Simon Burnett op de achtste plaats.
Op de Olympische Zomerspelen van 2012 in Londen werd Tancock samen met Michael Jamieson, Michael Rock en Adam Brown vierde in de finale van de 4x100 meter wisselslag. Op de individuele 100 meter rugslag zwom Tancock naar een vijfde stek.

## Internationale toernooien
| Jaar | Olympische Spelen                                       | WK langebaan                                                                | WK kortebaan                                                   | EK langebaan                                                             | EK kortebaan                                                                               | Gemenebestspelen                                                   |
| ---- | ------------------------------------------------------- | --------------------------------------------------------------------------- | -------------------------------------------------------------- | ------------------------------------------------------------------------ | ------------------------------------------------------------------------------------------ | ------------------------------------------------------------------ |
| 2005 |                                                         | 50m rugslag · 10e 100m rugslag                                              |                                                                |                                                                          | 50m rugslag · 16e 100m rugslag · 4x50m vrije slag · 4x50m wisselslag                       |                                                                    |
| 2006 |                                                         |                                                                             | 17e 50m rugslag 18e 100m rugslag 5e 100m wisselslag            | 6e 50m rugslag · 4e 100m rugslag · 4x100m wisselslag                     | 4e 50m rugslag 18e 100m rugslag 9e 100m wisselslag 6e 4x50m vrije slag 6e 4x50m wisselslag | 50m rugslag · 100m rugslag · 4x100m wisselslag                     |
| 2007 |                                                         | 50m rugslag · 100m rugslag · 5e 4x100m wisselslag                           |                                                                |                                                                          | geen deelname                                                                              |                                                                    |
| 2008 | 6e 100m rugslag 8e 200m wisselslag 6e 4x100m wisselslag |                                                                             | 50m rugslag · 100m rugslag · 100m wisselslag · 200m wisselslag | 9e 100m rugslag                                                          | geen deelname                                                                              |                                                                    |
| 2009 |                                                         | 50m rugslag · 4e 100m rugslag · 7e 4x100m vrije slag · DQ 4x100m wisselslag |                                                                |                                                                          | geen deelname                                                                              |                                                                    |
| 2010 |                                                         |                                                                             | geen deelname                                                  | 50m rugslag · 100m rugslag · 8e 4x100m vrije slag · 4e 4x100m wisselslag | geen deelname                                                                              | 50m rugslag · 100m rugslag · 4x100m vrije slag · 4x100m wisselslag |
| 2011 |                                                         | 50m rugslag · 6e 100m rugslag · 8e 4x100m vrije slag · 6e 4x100m wisselslag |                                                                |                                                                          | geen deelname                                                                              |                                                                    |
| 2012 | 5e 100m rugslag 4e 4x100m wisselslag                    |                                                                             | geen deelname                                                  | geen deelname                                                            | geen deelname                                                                              |                                                                    |
| 2013 |                                                         | geen deelname                                                               |                                                                |                                                                          | 12-15 december                                                                             |                                                                    |

## Persoonlijke records
Bijgewerkt tot en met 30 augustus 2013

### Kortebaan
| Afstand         | Tijd    | Datum            | Plaats     |
| --------------- | ------- | ---------------- | ---------- |
| 100m vrije slag | 48,86   | 10 november 2009 | Stockholm  |
| 50m rugslag     | 23,10   | 7 augustus 2009  | Leeds      |
| 100m rugslag    | 50,14   | 10 april 2008    | Manchester |
| 200m wisselslag | 1.53,10 | 11 april 2008    | Manchester |

### Langebaan
| Afstand         | Tijd    | Datum           | Plaats    |
| --------------- | ------- | --------------- | --------- |
| 100m vrije slag | 48,76   | 19 maart 2009   | Sheffield |
| 50m rugslag     | 24,04   | 2 augustus 2009 | Rome      |
| 100m rugslag    | 52,73   | 28 juli 2009    | Rome      |
| 200m wisselslag | 1.57,79 | 1 april 2008    | Sheffield |